# NCIS 22 сезон
Двадцять другий сезон NCIS було анонсовано 9 квітня 2024 року , а прем’єра відбулася 14 жовтня 2024 року, щоб співпасти з NCIS: Початок . Це вже третій сезон (поряд із сезонами 18 і 21 ), прем’єра якого не відбулася традиційно у вересні.
Станом на 26 Жовтня 2024 немає україномовної версії серій цього сезону.

## Місце подій
Сюжет NCIS обертається навколо вигаданої групи спеціальних агентів Служби кримінальних розслідувань Військово-морських сил (США), які проводять кримінальні розслідування справ ВМС США та Корпусу морської піхоти. Агенція NCIS розташованана в районі Washington Navy Yard у місті Вашонгтон, округ Колумбія.  Команду очолює спеціальний агент Олден Паркер, колишній спеціальний агент ФБР і досвідчений слідчий.

## Акторський склад

### Основні
- Шон Мюррей — Тімоті Макгі, старший спеціальний агент NCIS, другий командувач MCRT
- Вілмер Вальдеррама — Нік Торрес, спеціальний агент NCIS
- Катріна Ло в ролі Джесіки Найт, спеціального агента NCIS
- Брайан Дітцен — доктор Джиммі Палмер, головний судмедексперт NCIS
- Діона Резоновер — Кейсі Хайнс, судово-медичний спеціаліст NCIS
- Роккі Керролл — Леон Венс, директор NCIS
- Гері Коул у ролі Олдена Паркера, спеціального наглядового агента (SSA) групи реагування на серйозні справи (MCRT), призначеного до ВМС Вашингтона та колишнього спеціального агента ФБР.

### Визначні гості
- Шеймус Девер у ролі Габріеля Лароша, генерального інспектора Міністерства юстиції, який пізніше став заступником директора NCIS

## Епізоди
| Story                                                                                                | Episode | Назва серії         | Режисер(и)        | Сценарист(и)                     | Оригінальна дата показу | Дата показу українською | Код серії | Глядачів ВБ (млн) |  |
| --- | ------- | ------------------- | ----------------- | -------------------------------- | ----------------------- | ----------------------- | --------- | ----------------- |  |
| 468                                                                                                  | 1       | «Спустошене гніздо» | Діана Валентіне   | Крістофер Мл. Вайльд             | 14 жовтня 2024          | не заплановано          | 2201      | 6.42              |  |
| Опис серії очікується невдовзі                                                                       |         |                     |                   |                                  |                         |                         |           |                   |  |
| 469                                                                                                  | 2       | «Трупи іноземців»   | Лайонел Колман    | Марко Шнабель                    | 21 жовтня 2024          | не заплановано          | 2202      | 5.37              |  |
| Опис серії очікується                                                                                |         |                     |                   |                                  |                         |                         |           |                   |  |
| 470                                                                                                  | 3       | «Проблеми з Хелом»  | Майкл Зінберг     | Скот Вільямс                     | 28 жовтня 2024          | не заплановано          | 2204      | TBD               |  |
| Гелоуінська вечірка в будинку морського піхотинця неочікувано закінчилася появою справжнього хазяїна |         |                     |                   |                                  |                         |                         |           |                   |  |
| 471                                                                                                  | 4       | «Sticks & stones»   | Джеймс Вітмор Мл. | Стівен Д. Біндерс                | 4 листопада 2024        | не заплановано          | 2205      | TBD               |  |
| Чи почнеться третя світова?                                                                          |         |                     |                   |                                  |                         |                         |           |                   |  |
| 472                                                                                                  | 5       | «З часів Холодної»  | Тауніа МакКаірен  | Метью Лау                        | 11 листопада 2024       | не заплановано          | 2205      | TBD               |  |
| Колишній агент радянської розвідки чи патріот своєї країни?                                          |         |                     |                   |                                  |                         |                         |           |                   |  |
| 473                                                                                                  | 6       | «Найт і день»       | Рокі Керол        | Армі Рутбер                      | 25 листопада 2024       | не заплановано          | 2206      | TBD               |  |
| Найт доручено охороняти дружину вбитого свідка. Але що приховує минуле цієї жінки?                   |         |                     |                   |                                  |                         |                         |           |                   |  |
| 474                                                                                                  | 7       | «Крутозварені»      | Рокі Керол        | Армі Рутбер                      | 25 листопада 2024       | не заплановано          | 2207      | TBD               |  |
| Опис серії очікується                                                                                |         |                     |                   |                                  |                         |                         |           |                   |  |
| 475                                                                                                  | 8       | «З-під контролю»    | Діана Валентіне   | Стівен Д. Білдер та Скот Вільямс | 9 грудня 2024           | не заплановано          | 2208      | TBD               |  |
| Опис серії очікується                                                                                |         |                     |                   |                                  |                         |                         |           |                   |  |

## Хід зйомок
CBS анонсувала цей сезон 9го квітня 2024 року, а зйомки почалися в липні 2024 року.   
Зйомки буле тимчасово призупинено з 9 Січня 2025 року через січневі пожежі в Каліфорниї. Зйомки відновлено 13 Січня 2025 року. 

## Телевізійні рейтинги
Шаблон:Television episode ratings